# Revenge (musikalbum av Eurythmics)
Revenge är Eurythmics femte studioalbum, utgivet den 29 juni 1986. En nyutgåva utkom den 14 november 2005.
Revenge erövrade tredjeplatsen på brittiska albumlistan och förstaplatsen på svenska albumlistan.

## Låtförteckning
Alla låtar är skrivna och komponerade av Annie Lennox och David A. Stewart, förutom "When Tomorrow Comes" tillsammans med Patrick Seymour, och "My Guy" av Smokey Robinson och Ronald White. 
| Nr  | Titel               | Längd |
| --- | ------------------- | ----- |
| 1.  | Missionary Man      | 4:28  |
| 2.  | Thorn in My Side    | 4:15  |
| 3.  | When Tomorrow Comes | 4:28  |
| 4.  | The Last Time       | 4:10  |
| 5.  | The Miracle of Love | 5:04  |
| 6.  | Let's Go!           | 4:08  |
| 7.  | Take Your Pain Away | 4:30  |
| 8.  | A Little of You     | 3:53  |
| 9.  | In This Town        | 3:44  |
| 10. | I Remember You      | 5:00  |

| 11. | When Tomorrow Comes (Extended Version)      | 6:36 |
| 12. | Thorn in My Side (Extended Version)         | 6:54 |
| 13. | Missionary Man (Extended Version)           | 6:50 |
| 14. | When Tomorrow Comes (Live Acoustic Version) | 3:19 |
| 15. | Revenge 2                                   | 5:40 |
| 16. | My Guy                                      | 1:56 |

## Medverkande
Eurythmics
- Annie Lennox – sång
- David A. Stewart – gitarr; sång (spår 4, 5, 9, 10)